# ريكستون (نيو برونزويك)
ريكستون (بالإنجليزية: Rexton, New Brunswick)‏ هي مستوطنة تقع في كندا في Kent County, New Brunswick. يقدر عدد سكانها بـ 818 نسمة ومساحتها 6.14 كم2 .

## أعلام
- غريغ تومسون
- شون غراهام
- أندرو بونار لو